# Светско првенство у пливању 2017 — 200 м леђно за мушкарце
Такмичење у пливању у дисциплини 200 метара леђним стилом за мушкарце на Светском првенству у пливању 2017. одржано је 27. јула (квалификације и полуфинале) и 28. јула (финале) као део програма Светског првенства у воденим спортовима. Трке су се одржавале у базену Дунав арене у Будимпешта.
За трке у овој дисциплини био је пријављен 41 такмичар из 34 државе. Титулу светског првака освојио је руски пливач Јевгениј Рилов који је финалну трку испливао у времену 1:53,61 минут што је уједно био и нови национални и нови европски рекорд. Сребрна и бронзана медаља припала је Американцима Рајану Марфију и Џејкобу Пиблију.
Репрезентативац Србије Вук Челић такмичио се у квалификацијама где је заузео укупно 25. место и није се пласирао у полуфинале.

## Освајачи медаља
|                      | Резултат |                   | Резултат |                    | Резултат |
|                      |          |                   |          |                    |          |
| Јевгениј Рилов (РУС) | 1:53,61  | Рајан Марфи (САД) | 1:54,21  | Џејкоб Пибли (САД) | 1:55,06  |

## Званични рекорди
Пре почетка такмичења званични свестки рекорд и рекорд шампионата у овој дисциплини су били следећи:
| Рекорд                         | Име               | Резултат | Место         | Датум         |
| ------------------------------ | ----------------- | -------- | ------------- | ------------- |
| Светски рекорд СР              | Арон Пирсол (САД) | 1:51,92  | Рим (Италија) | 31. јул 2009. |
| Рекорд светских првенстава РПр | Арон Пирсол (САД) | 1:51,92  | Рим (Италија) | 31. јул 2009. |

## Резултати квалификација
За такмичење у тркама на 200 метара леђним стилом био је пријављен 41 такмичар из 34 земље, а свака од земаља је имала право на максимално два такмичара у овој дисциплини. Квалификационе трке одржане су 27. јула у јутарњем делу програма, са почетком од 09:51 по локалном времену, а пласман у полуфинале остварило је 16 такмичара са најбољим резултатима квалификација. Квалификације су се пливале у 5 квалификационих група, а у тркама је стартовало 40 такмичара.
| ПЛ. | Трка | Стаза | Пливач                   | Држава           | Резултат      | Напомена      |
| --- | ---- | ----- | ------------------------ | ---------------- | ------------- | ------------- |
| 01. | 5    | 4     | Рајан Марфи              | Сједињене Државе | 1:56,11       | ЛВ            |
| 02. | 5    | 2     | Петер Бернек             | Мађарска         | 1:56,53       | КВ            |
| 03. | 3    | 7     | Данас Рапшис             | Литванија        | 1:56,67       | КВ НР         |
| 04. | 3    | 5     | Климент Колесњиков       | Русија           | 1:56,74       | КВ            |
| 05. | 5    | 5     | Сју Ђају                 | Кина             | 1:56,92       | КВ            |
| 06. | 3    | 3     | Рјосуке Ирије            | Јапан            | 1:57,21       | КВ            |
| 07. | 4    | 4     | Јевгениј Рилов           | Русија           | 1:57,28       | КВ            |
| 08. | 5    | 1     | Адам Телегди             | Мађарска         | 1:57,41       | КВ            |
| 09. | 5    | 3     | Ли Гуангјуен             | Кина             | 1:57,66       | КВ            |
| 10  | 5    | 6     | Џош Бивер                | Аустралија       | 1:57,67       | КВ            |
| 10  | 4    | 8     | Лук Гринбенк             | Велика Британија | 1:57,67       | КВ            |
| 12. | 4    | 6     | Косуке Хагино            | Јапан            | 1:57,97       | КВ            |
| 13. | 3    | 4     | Мич Ларкин               | Аустралија       | 1:58,00       | КВ            |
| 14. | 4    | 5     | Џејкоб Пибли             | Сједињене Државе | 1:58,05       | КВ            |
| 15. | 5    | 7     | Леонардо де Деус         | Бразил           | 1:58,33       | КВ            |
| 16. | 5    | 8     | Кори Мејн                | Нови Зеланд      | 1:58,34       | КВ            |
| 17. | 3    | 6     | Матео Рестиво            | Италија          | 1:58,37       |               |
| 18. | 4    | 3     | Радослав Кавенцки        | Пољска           | 1:58,41       |               |
| 19. | 3    | 8     | Микита Цмих              | Белорусија       | 1:58,72       |               |
| 20. | 4    | 7     | Жефроа Матје             | Француска        | 1:58,92       |               |
| 21. | 5    | 0     | Конор Фергусон           | Ирска            | 1:59,03       |               |
| 22. | 3    | 0     | Мартин Бајндел           | Јужна Африка     | 1:59,15       |               |
| 23. | 4    | 2     | Јаков Тумаркин           | Израел           | 1:59,25       |               |
| 24. | 2    | 5     | Ке Џенгвен               | Сингапур         | 1:59,49       | НР            |
| 25. | 2    | 3     | Вук Челић                | Србија           | 2:00,27       |               |
| 26. | 4    | 1     | Јакуб Скјерка            | Пољска           | 2:00,44       |               |
| 27. | 4    | 9     | Антон Лончар             | Хрватска         | 2:00,46       |               |
| 28. | 5    | 9     | Омар Пинзон              | Колумбија        | 2:00,68       |               |
| 29. | 2    | 1     | Нилс Лиес                | Швајцарска       | 2:00,96       |               |
| 30. | 4    | 0     | Роамн Дмитријев          | Чешка            | 2:01,38       |               |
| 31. | 3    | 9     | Матијас Лопез            | Парагвај         | 2:01,84       |               |
| 32. | 3    | 2     | Уго Гонзалез             | Шпанија          | 2:02,41       |               |
| 33. | 1    | 4     | Габријел Лопес           | Португал         | 2:02,78       |               |
| 34. | 2    | 8     | Адил Каскабај            | Казахстан        | 2:03,09       |               |
| 35. | 2    | 2     | Карлос Омања             | Венецуела        | 2:03,13       |               |
| 36. | 2    | 4     | Данил Букин              | Узбекистан       | 2:03,49       |               |
| 37. | 2    | 6     | Језијел Моралес          | Порторико        | 2:05,11       |               |
| 38. | 2    | 7     | Борис Кирилов            | Азербејџан       | 2:09,22       |               |
| 39. | 1    | 5     | Ејснер Барберена         | Никарагва        | 2:11,92       |               |
| 40. | 1    | 3     | Андријанирина Лаланомена | Мадагаскар       | 2:21,04       |               |
| —   | 3    | 1     | Апостолос Христу         | Грчка            | Није наступио | Није наступио |

## Резултати полуфинала
Полуфиналне трке пливане су у вечерњем делу програма 27. јула са почетком од 19:03 часова по локалном времену. Пласман у финале остварило је 8 пливача са најбољим временима.
Прво полуфинале
| ПЛ. | Стаза | Пливач             | Држава           | Резултат | Напомена |
| --- | ----- | ------------------ | ---------------- | -------- | -------- |
| 1.  | 5     | Климент Колсењиков | Русија           | 1:55,15  | КВ       |
| 2.  | 1     | Џејкоб Пибли       | Сједињене Државе | 1:55,20  | КВ       |
| 3.  | 3     | Рјосуке Ирије      | Јапан            | 1:55,79  | КВ       |
| 3.  | 4     | Петер Бернек       | Мађарска         | 1:55,79  | КВ НР    |
| 5.  | 6     | Адам Телегди       | Мађарска         | 1:56,69  |          |
| 6.  | 2     | Лук Гринбенк       | Велика Британија | 1:58,50  |          |
| 7.  | 7     | Косуке Хагино      | Јапан            | 1:58,72  |          |
| 8.  | 8     | Кори Мејн          | Нови Зеланд      | 2:01,00  |          |

Друго полуфинале
| ПЛ. | Стаза | Пливач           | Држава           | Резултат | Напомена |
| --- | ----- | ---------------- | ---------------- | -------- | -------- |
| 1.  | 3     | Сју Ђају         | Кина             | 1:54,79  | КВ       |
| 2.  | 4     | Рајан Марфи      | Сједињене Државе | 1:54,93  | КВ       |
| 3.  | 6     | Јевгениј Рилов   | Русија           | 1:54,96  | КВ       |
| 4.  | 5     | Данас Рапшис     | Литванија        | 1:56,11  | КВ НР    |
| 5.  | 2     | Ли Гуангјуен     | Кина             | 1:57,10  |          |
| 6.  | 8     | Леонардо де Деус | Бразил           | 1:57,89  |          |
| 7.  | 7     | Џош Бивер        | Аустралија       | 1:58,10  |          |
| 8.  | 1     | Мич Ларкин       | Аустралија       | 1:59,10  |          |

## Финале
Финална трка пливана је 28. јула у вечерњем делу програма од 17:40 часова.
| ПЛ. | Стаза | Пливач             | Држава           | Резултат | Нап.  |
| --- | ----- | ------------------ | ---------------- | -------- | ----- |
|     | 3     | Јевгениј Рилов     | Русија           | 1:53,61  | НР KР |
| 2   | 5     | Рајан Марфи        | Сједињене Државе | 1:54,21  |       |
| 3   | 2     | Џејкоб Пибли       | Сједињене Државе | 1:55,06  |       |
| 4   | 6     | Климент Колесњиков | Русија           | 1:55,14  |       |
| 5   | 4     | Сју Ђају           | Кина             | 1:55,26  |       |
| 6   | 1     | Петер Бернек       | Мађарска         | 1:55,58  | НР    |
| 7   | 7     | Рјосуке Ирије      | Јапан            | 1:56,35  |       |
| 8   | 8     | Данас Рапшис       | Литванија        | 1:56,96  |       |